# Blaubeuren
Blaubeuren är en tysk stad  i Alb-Donau-Kreis i förbundslandet Baden-Württemberg. Den ligger väster om universitetsstaden Ulm och har cirka 12 700 invånare, på en yta av 79,11 kvadratkilometer. Kommunen består av ortsdelarna (tyska Ortsteile) Blaubeuren, Asch, Beiningen, Pappelau, Seissen (tyska Seißen), Sonderbuch och Weiler.
Staden ingår i kommunalförbundet Blaubeuren tillsammans med kommunnen Berghülen.
Ett benediktinkloster (tyska: Kloster Blaubeuren) anlades här 1095. Staden är annars främst känd för kyrkan, ombyggd i slutet av 1400-talet i gotik, vilken rymmer flera av Sydtysklands främsta medeltida konstskatter. Flygelaltarverket härrör från 1493 med fristående figurer i mittpartiet, halvfigurer i pentellen samt reliefer och målningar av Bartholomäus Zeitbloms verkstad. Vidare några praktfulla korstolar av Jörg Syrlin den yngre.
I Blaubeuren finns Urgeschichtliche Museum och ett institut för förhistorisk tid i anslutning till detta, vilket visar arkeologiska fynd från det på sådana fynd rika närområdet. En av museets största tillgångar är en flöjt i ben, som är det hittills äldsta musikinstrumentet i världen.

## Befolkningsutveckling
| Befolkningsutvecklingen i Blaubeuren 1975–2015 | Befolkningsutvecklingen i Blaubeuren 1975–2015 | Befolkningsutvecklingen i Blaubeuren 1975–2015 | Befolkningsutvecklingen i Blaubeuren 1975–2015 | Befolkningsutvecklingen i Blaubeuren 1975–2015 |
| ---------------------------------------------- | ---------------------------------------------- | ---------------------------------------------- | ---------------------------------------------- | ---------------------------------------------- |
|                                                |                                                |                                                |                                                |                                                |
| År                                             |                                                |                                                | Folkmängd                                      | Areal (ha)                                     |
| 1975                                           | 1975                                           |                                                | 11 652                                         | 7 911                                          |
| 1980                                           | 1980                                           |                                                | 11 942                                         | 7 914                                          |
| 1985                                           | 1985                                           |                                                | 11 553                                         |                                                |
| 1990                                           | 1990                                           |                                                | 11 568                                         | 7 918                                          |
| 1995                                           | 1995                                           |                                                | 11 898                                         | 7 916                                          |
| 2000                                           | 2000                                           |                                                | 12 048                                         | 7 915                                          |
| 2005                                           | 2005                                           |                                                | 11 881                                         |                                                |
| 2010                                           | 2010                                           |                                                | 11 815                                         |                                                |
| 2015                                           | 2015                                           |                                                | 12 087                                         |                                                |
|                                                |                                                |                                                |                                                |                                                |